# René Maere

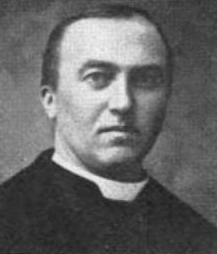
René Maere

René Maere (Deinze, 14 september 1869 - 20 maart 1950) was een Belgisch rooms-katholiek priester, hoogleraar kunstgeschiedenis en archeologie aan de Katholieke Universiteit Leuven.

## Levensloop
Na zijn humaniora trad Maere in het Gentse seminarie. Vandaar vertrok hij naar de Gregoriana in Rome en werd er in 1892 tot priester gewijd. Hij promoveerde er tot doctor in de wijsbegeerte en tot doctor in de godgeleerdheid. Onder leiding van prof. Marucchi, initieerde hij zich in de christelijke oudheidkunde.
Vanaf 1896, terug in België, studeerde hij kerkgeschiedenis aan de KU Leuven, onder leiding van prof. Alfred Cauchie. Hij werd vaste medewerker van het door Cauchie en Paulin Ladeuze gestichte Revue d'histoire ecclésiastique. Hij bleef gedurende een halve eeuw trouw aan het tijdschrift, waarin hij studies publiceerde en ook een honderdtwintigtal boekbesprekingen. Hij werd ook bibliothecaris van de Universiteitsbibliotheek naast Joseph de Ras (1902-1912).
Hoewel in 1900 benoemd als hoogleraar theologie in de faculteit godgeleerdheid, werd kunstgeschiedenis zijn hoofddomein. Vanaf 1901 leidde hij de archeologische afdeling en werd het uitbreiden van de leerstof kunstgeschiedenis zijn levenstaak. Van een vrije leergang evolueerde het doceren van de kunstgeschiedenis tot de oprichting van een volwaardig Kunsthistorisch Instituut, met een studieprogramma over vier jaar, met een museum en didactische collecties, met een uitgebreid team van professoren en docenten, met talrijke studenten en met menigvuldige wetenschappelijke prestaties. Maere werd er de eerste voorzitter van en bleef dit tot in 1948. Hij doceerde talrijke vakken en begeleidde zorgvuldig de studenten in hun verhandelingen voor het bekomen van de licentiaats- of doctorstitel.
Van 1914 tot 1919 was hij legeraalmoezenier in het Belgisch leger.
Hij werd in zijn tijd beschouwd als de belangrijkste Belgische kenner van de geschiedenis van de religieuze kunst. Hij was ook gedurende meer dan veertig jaar de titularis van de cursus christelijke archeologie.

## Eerbetoon
- Maere werd erekanunnik van de Sint-Baafskathedraal (1906) en huisprelaat van de paus (1946).
- Hij werd de eerste voorzitter van het Instituut voor Archeologie en Kunstgeschiedenis (1942-1944).
- Hij werd een van de eerste leden van de Koninklijke Vlaamse Academie van België voor Wetenschappen en Kunsten en trad er actief in op.
- Hij was ook lid van de Koninklijke Commissie voor Monumenten en Landschappen, waarin hij eveneens een actieve rol speelde.

Zijn bibliotheek met 900 boeken over kunstgeschiedenis en archeologie, schonk hij aan de Leuvense Universiteitsbibliotheek.

## Publicaties
Maere publiceerde meer dan honderd studies in boek- of artikelvorm. Onder meer:
- (samen met Edouard de Moreau) L'abbaye de Villers-en-Brabant au XIIe et XIIIe siècles: étude d'histoire religieuse et économique, 1909.
- (samen met Alfred Cauchie) Recueil Des Instructions Generales Aux Nonces de Flandre (1596-1635), 1916
- Les Églises de Chaussée-Notre-Dame, de Horrues et de Saint-Vincent à Soignies, Mons/Frameries, 1930.
- (Samen met Stephan Mortier) La crypte de l'église de Messines, in: Bulletin van de Koninklijke Commissie voor Kunst en Oudheidkunde, 1930.
- L’étude de l’archéologie chrétienne en Belgique, 1830–1930, in: Revue d’histoire ecclésiastique, 1931.
- De lakenhalle van Leuven en de Brabantsche hooggothiek, Standaard Boekhandel, 1944.
- De sacramentstorens van Leuven, Antwerpen, Nederlandsche Boekhandel, 1946.